# عباس‌آباد (بهشهر)
عباس‌آباد، روستایی است از توابع بخش مرکزی شهرستان بهشهر در استان مازندران ایران.

## جمعیت
این روستا در دهستان کوهستان قرار دارد و براساس سرشماری مرکز آمار ایران در سال ۱۳۸۵، جمعیت آن ۱۱ نفر (۷خانوار) بوده‌است. مردم عباس‌آباد از قومیت تبری هستند. مردم عباس اباد به زبان تبری (مازندرانی) سخن میگویند.